# Xetulul
Xetutul est un parc à thème situé dans le département de Retalhuleu, au sud ouest du Guatemala.
Ouvert le 29 juin 2002, Xetutul est le troisième plus grand parc d'attractions d'Amérique latine, après Beto Carrero World à Penha, Santa Catarina, Brésil et Six Flags Mexico près de Mexico, Mexique. Xetutul est associé avec le parc aquatique voisin Xocomil, qui a ouvert en 1997. Ensemble, les deux parcs accueillent plus d'un million de visiteurs chaque année, ce qui font d'eux l'attraction touristique la plus populaire du pays. Xetutul a une capacité de 12 000 visiteurs à la journée.
Xetulul et Xocomil sont exploités par l'Instituto de Recreación de los Trabajadores de la Empresa Privada (IRTRA), une compagnie privée qui exploite plusieurs autres parcs au Guatemala, ainsi que leurs hôtels voisins. Cette institution a pour but de proposer des loisirs à faible coût ou gratuit à ses employés. Les personnes détenant une carte IRTRA peuvent bénéficier d'entrées gratuites dans les parcs, et le passeport pour douze attractions ne coute que cinquante quetzales, tandis que les visiteurs standards payent deux cents quetzales par adulte et cent quetzales par enfant.

## Attractions

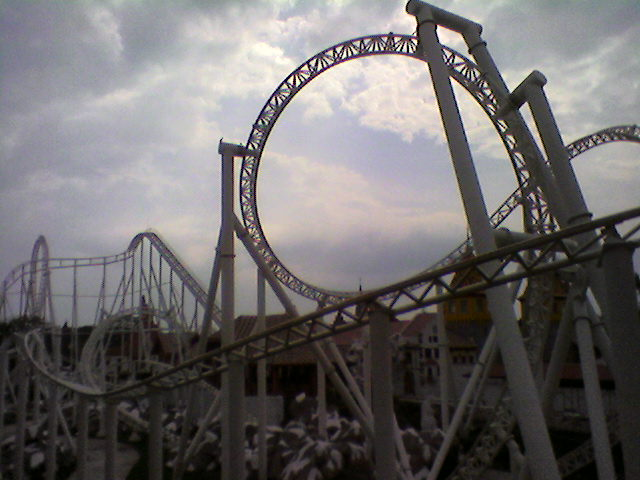
Les montagnes russes Avalancha.

Xetutul possède deux montagnes russes : sur la Plaza Alemania/Suiza, Avalancha est un parcours de montagnes russes en métal du constructeur Intamin. Il atteint les 88 km/h et avec ses huit inversions, il est un des six coasters au monde avec huit inversions ou plus et le plus grand coaster d'Amérique centrale. La deuxième se situe dans le Pueblo Guatemalteco : Choconoy est un parcours de montagnes russes assises junior de la société Zierer.
Sur la Plaza Francia, Xetutul propose aussi le seul carrousel à deux étages d'Amérique centrale. Parmi les autres attractions, les visiteurs peuvent découvrir :
| Nom de l'attraction       | Type                               | Plaza                          |
| ------------------------- | ---------------------------------- | ------------------------------ |
| Balsa Loca                | Crazy Bus                          | Plaza Maya                     |
| Estrugensen               | Top Spin                           | Plaza Alemania/Suiza           |
| Galeón                    | Bateau à bascule                   | Plaza España                   |
| Góndola Salpicona         | Shoot-the-Chutes                   | Plaza Italia                   |
| Honguito                  | Chaises volantes junior            | Plaza Maya                     |
| Il Ciclone                | Double Inverter                    | Plaza Italia                   |
| Jurakán                   | Disk'O                             | Pueblo Guatemalteco            |
| Ranita Saltarina          | Frog Hopper (Tour de chute junior) | Plaza Maya                     |
| Recinto de los Jaguares   | Zoo                                | Plaza Maya                     |
| Río Salvaje               | Bûches junior                      | Plaza Maya                     |
| Salón de la Independencia | Musée                              | Plaza Chapina                  |
| Sillas Voladoras          | Chaises volantes                   | Plaza España                   |
| Transcostero              | Train                              | Plaza Chapina et Plaza Francia |

## Architecture et histoire

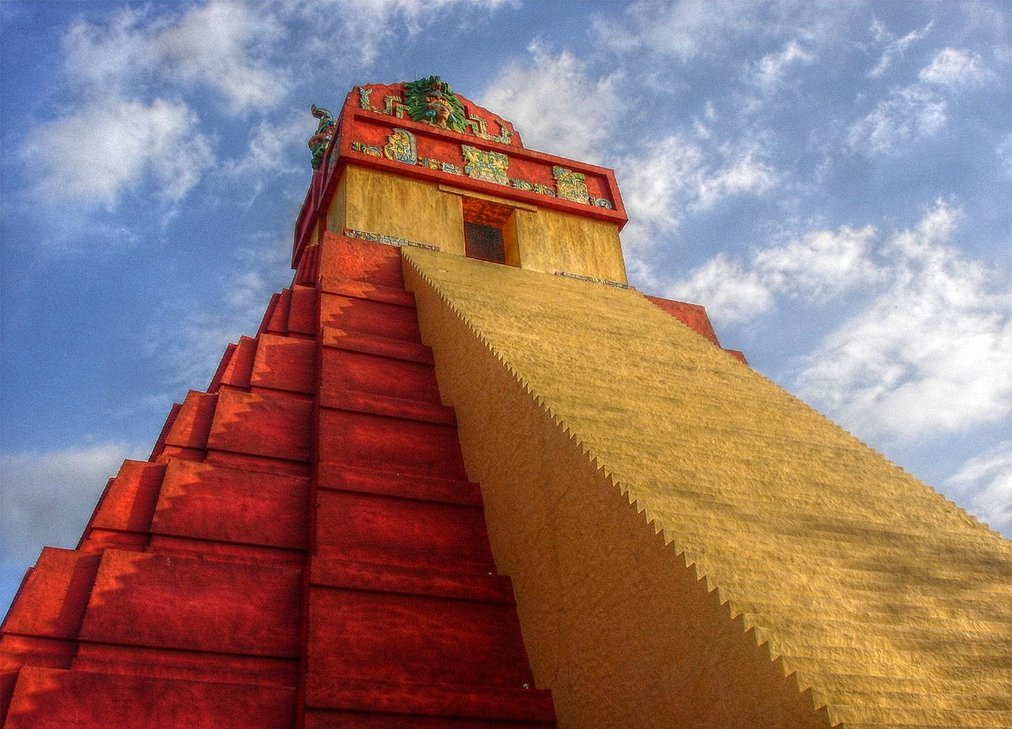
Reproduction du Templo del Gran Jaguar.

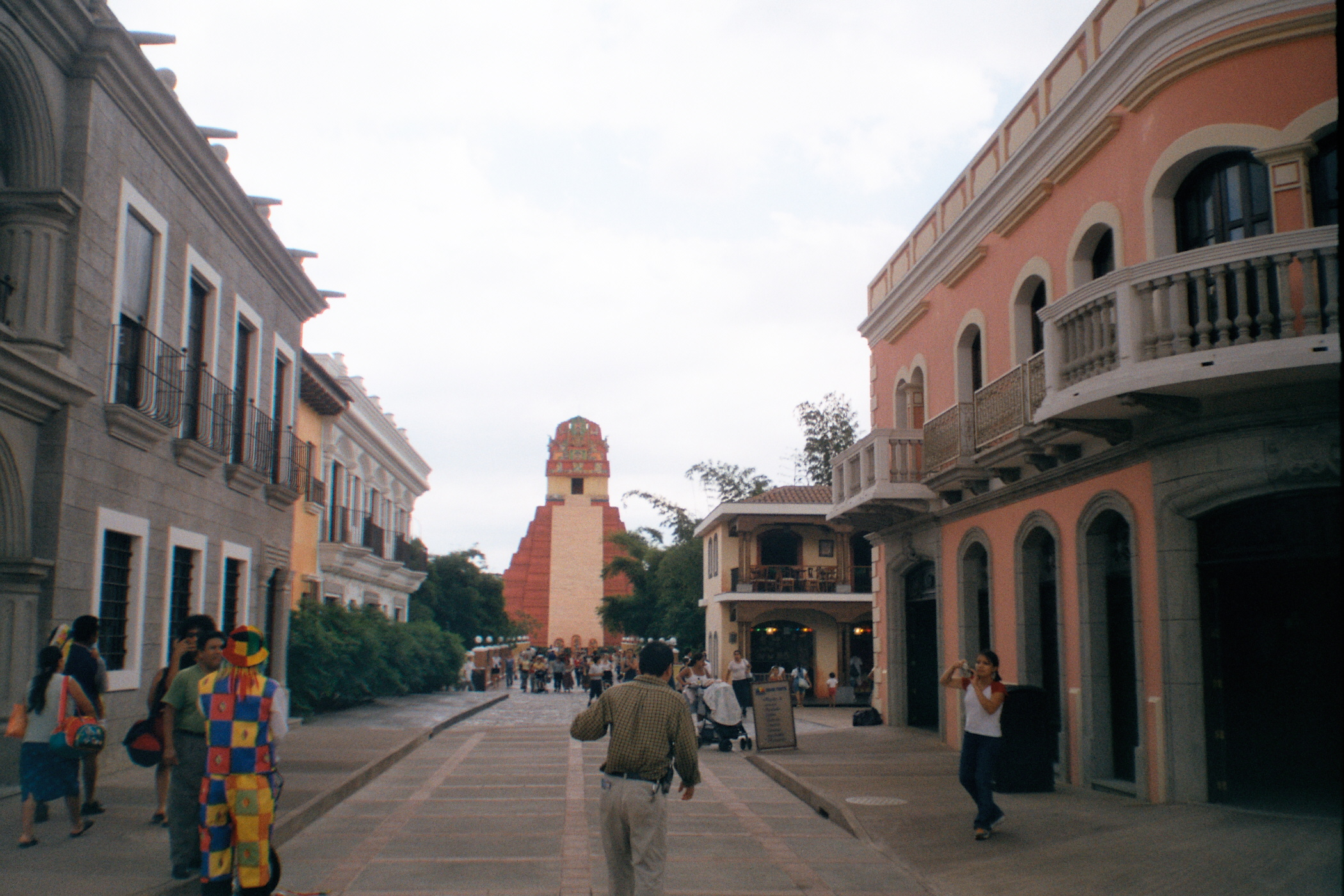
Allée du parc.

En plus de ses attractions, Xetulul est aussi connu pour son architecture. Le parc propose des reproductions architecturales de monuments emblématiques tout autour du monde, avec la fontaine de Trevi, le Moulin Rouge ou le Templo del Gran Jaguar. Le parc est subdivisé en sept plazas, lesquelles présentent les monuments de six pays : France, Allemagne, Guatemala, Italie, Espagne et Suisse. Chaque style architectural national se retrouve dans la décoration de sa plaza attitrée.
Le nom "Xetulul" provient de la langue K'iche', et signifie "sous les sapotes". Ceci démontre que les concepteurs du parc se sont inspirés des traditions guatémaltèques. En effet, l'endroit conserve les caractéristiques distinctives héritées de la tradition Maya, sans perdre le caractère apporté par les colons. La langue K'iche' et le sapote, servent à souligner le caractère autochtone du parc.
Tout dans Xetulul a été créé par des guatémaltèques. Même les reproductions de villes européennes ont été réalisées par des guatémaltèques qui se sont basés sur du matériel photographique ou en visitant le vieux continent.
Le parc a reçu l'Applause Award au titre de meilleur parc de loisirs du monde en 2008. Il existe des projets d'agrandissement d'Xetulul avec l'addition d'un terrain de golf ainsi que d'un centre de convention.